# Coelostegia
Genre
Classification phylogénétique
Coelostegia est un genre d'arbres émergents de très grande taille de la famille des Bombacaceae ou des Malvaceae.
Les arbres dits arbres émergents dominent la canopée (à plus de 40 m de hauteur par exemple dans les forêts de Bornéo et Sumatra).

## Liste des espèces
Selon [réf. nécessaire] :
- Coelostegia borneensis Becc.
- Coelostegia chartacea Soeg.Reksod
- Coelostegia griffithii Benth.
- Coelostegia kostermansii Soeg.Reksod.
- Coelostegia montana K.Sidiyasa
- Coelostegia neesiocarpa Soeg.Reksod

Selon NCBI (29 janv. 2016) :
- Coelostegia borneensis Becc

## Répartition
Coelostegia griffithii et originaire de Malaisie et Sumatra, les autres espèces sont originaires de Bornéo.